# Solón Polo
Solón Polo Vega (Chiclayo, 1871-Lima, 4 de septiembre de 1934) fue un político, abogado y diplomático peruano. Fue en cuatro ocasiones Canciller o Ministro de Relaciones Exteriores del Perú: 1904-1905; 1906-1908; 1915; y 1933-1934. Es más conocido por haber suscrito el tratado definitivo de límites entre el Perú y Bolivia, el llamado Tratado Polo-Bustamante, el 17 de septiembre de 1909. 

## Biografía
Cursó estudios en su tierra natal, para luego proseguirlos en el Seminario de San Carlos y San Marcelo de Trujillo. Se trasladó a Lima, completando su instrucción secundaria en el Convictorio Peruano que dirigía Agustín T. Whilar. Ingresó luego a la Universidad de San Marcos en 1887, donde se graduó de bachiller en Jurisprudencia en 1890, para finalmente recibirse de abogado en 1897.
En 1890 ingresó al servicio diplomático desempeñando diversas funciones. Comenzó como amanuense y fue ascendiendo por estricto orden de méritos. Viajó a Santiago de Chile, como correo de gabinete, y finalizada esa misión fue nombrado jefe de las secciones Diplomática y la de Límites (1898). En 1900 ascendió a oficial mayor.
Durante el primer gobierno de José Pardo y Barreda se puso al frente  del Ministerio de Relaciones Exteriores en dos períodos: del 25 de septiembre de 1904 al 29 de diciembre de 1905; y del 14 de diciembre de 1906 al 25 de septiembre de 1908. A su iniciativa se creó el Archivo de Límites, y se empezó a editar un Boletín.
Bajo el primer gobierno de Augusto B. Leguía pasó en 1909 a Bolivia como ministro plenipotenciario, y como tal suscribió con dicha República el Tratado Polo-Sánchez Bustamante, el 17 de septiembre de 1909, en virtud del cual se estipularon algunos reajustes de la línea fronteriza peruano-boliviana que había sido determinada por el laudo arbitral expedido por el presidente de Argentina José Figueroa Alcorta. Este Tratado arregló definitivamente el problema limítrofe con Bolivia.
De regreso al Perú, ejerció como auditor de guerra, de 1912 a 1914. Volvió a ser Ministro de Relaciones Exteriores cuando el coronel Óscar R. Benavides asumió la presidencia provisional de la República, desde el 19 de febrero de 1915, hasta el fin de dicho régimen, el 18 de agosto de ese mismo año.
Al empezar el segundo gobierno de José Pardo asumió como consultor técnico en la Cancillería. Y al fundarse la Pontificia Universidad Católica del Perú en 1917, pasó a integrar su plana docente como profesor de Historia del Derecho Peruano e Historia Internacional y Diplomática del Perú.
Cuando por segunda vez asumió la presidencia el general Óscar Benavides, tras el asesinato del presidente Luis Sánchez Cerro, Solón Polo fue convocado para asumir por cuarta vez la Cancillería (30 de junio de 1933), pues se confiaba en su autoridad y experiencia en momentos en que era necesario solucionar el conflicto con Colombia originado por la ocupación de Leticia. El Perú se había puesto en una situación muy incómoda a nivel internacional al cuestionar el tratado Salomón-Lozano, por lo que se avino a solucionar pacíficamente el impasse con el país vecino.  De otro lado, Polo defendió eficazmente los derechos peruanos en los diferendos limítrofes sostenidos con Ecuador y Bolivia, y adoptó una firme posición ante Chile en lo referente al cumplimiento del Tratado de Ancón. Murió en el ejercicio de sus funciones.